# Remolc de cavalls

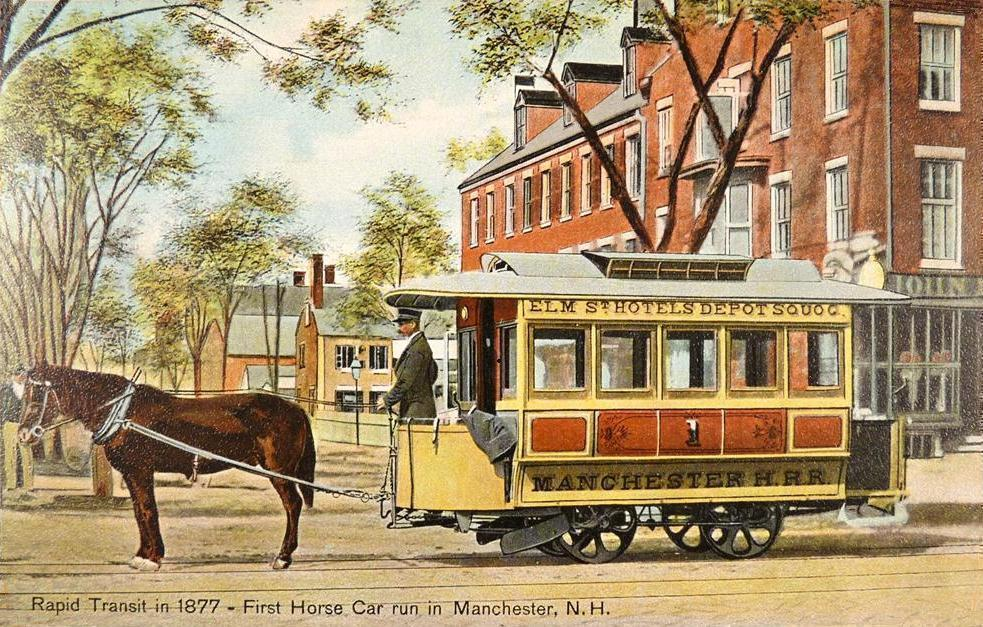
El primer remolc de cavalls (1877) a Manchester (Estats Units) l'any 1908.

Un remolc de cavalls és un vehicle tirat per cavalls.